# Grand Prix Formule 1 van Monaco 1989
De Grand Prix Formule 1 van Monaco 1989 werd gehouden op 7 mei 1989 in Monaco.

## Uitslag
| Positie | Nummer | Rijder                | Team                  | Ronden | Tijd/Opgave         | Startplaats | Punten |
| ------- | ------ | --------------------- | --------------------- | ------ | ------------------- | ----------- | ------ |
| 1       | 1      | Ayrton Senna          | McLaren-Honda         | 77     | 1:53:33.251         | 1           | 9      |
| 2       | 2      | Alain Prost           | McLaren-Honda         | 77     | + 52.529            | 2           | 6      |
| 3       | 8      | Stefano Modena        | Brabham-Judd          | 76     | + 1 Ronde           | 8           | 4      |
| 4       | 21     | Alex Caffi            | Dallara-Ford          | 75     | + 2 Rondes          | 9           | 3      |
| 5       | 4      | Michele Alboreto      | Tyrrell-Ford          | 75     | + 2 Rondes          | 12          | 2      |
| 6       | 7      | Martin Brundle        | Brabham-Judd          | 75     | + 2 Rondes          | 4           | 1      |
| 7       | 10     | Eddie Cheever         | Arrows-Ford           | 75     | + 2 Rondes          | 20          |        |
| 8       | 19     | Alessandro Nannini    | Benetton-Ford         | 74     | + 3 Rondes          | 15          |        |
| 9       | 3      | Jonathan Palmer       | Tyrrell-Ford          | 74     | + 3 Rondes          | 23          |        |
| 10      | 5      | Thierry Boutsen       | Williams-Renault      | 74     | + 3 Rondes          | 3           |        |
| 11      | 16     | Ivan Capelli          | March-Judd            | 73     | + 4 Rondes          | 22          |        |
| 12      | 25     | René Arnoux           | Ligier-Ford           | 73     | + 4 Rondes          | 21          |        |
| 13      | 22     | Andrea de Cesaris     | Dallara-Ford          | 73     | + 4 Rondes          | 10          |        |
| 14      | 20     | Johnny Herbert        | Benetton-Ford         | 73     | + 4 Rondes          | 24          |        |
| 15      | 6      | Riccardo Patrese      | Williams-Renault      | 73     | + 4 Rondes          | 7           |        |
| NF      | 24     | Luis Perez-Sala       | Minardi-Ford          | 48     | Oververhitting      | 26          |        |
| NF      | 40     | Gabriele Tarquini     | AGS-Ford              | 46     | Elektrisch probleem | 13          |        |
| NF      | 31     | Roberto Moreno        | Coloni-Ford           | 44     | Versnellingsbak     | 25          |        |
| NF      | 30     | Philippe Alliot       | Larrousse-Lamborghini | 38     | Motor               | 17          |        |
| NF      | 15     | Maurício Gugelmin     | March-Judd            | 36     | Motor               | 14          |        |
| NF      | 11     | Nelson Piquet         | Lotus-Judd            | 32     | Botsing             | 19          |        |
| NF      | 27     | Nigel Mansell         | Ferrari               | 30     | Versnellingsbak     | 5           |        |
| NF      | 32     | Pierre-Henri Raphanel | Coloni-Ford           | 19     | Versnellingsbak     | 18          |        |
| NF      | 26     | Olivier Grouillard    | Ligier-Ford           | 4      | Versnellingsbak     | 16          |        |
| NF      | 23     | Pierluigi Martini     | Minardi-Ford          | 3      | Koppeling           | 11          |        |
| NF      | 9      | Derek Warwick         | Arrows-Ford           | 2      | Elektrisch probleem | 6           |        |
| NQ      | 38     | Christian Danner      | Rial-Ford             |        |                     |             |        |
| NQ      | 29     | Yannick Dalmas        | Larrousse-Lamborghini |        |                     |             |        |
| NQ      | 12     | Satoru Nakajima       | Lotus-Judd            |        |                     |             |        |
| PQ      | 18     | Piercarlo Ghinzani    | Osella-Ford           |        |                     |             |        |
| PQ      | 36     | Stefan Johansson      | Onyx-Ford             |        |                     |             |        |
| PQ      | 17     | Nicola Larini         | Osella-Ford           |        |                     |             |        |
| PQ      | 34     | Bernd Schneider       | Zakspeed-Yamaha       |        |                     |             |        |
| PQ      | 37     | Bertrand Gachot       | Onyx-Ford             |        |                     |             |        |
| PQ      | 33     | Gregor Foitek         | EuroBrun-Judd         |        |                     |             |        |
| PQ      | 39     | Volker Weidler        | Rial-Ford             |        |                     |             |        |
| PQ      | 35     | Aguri Suzuki          | Zakspeed-Yamaha       |        |                     |             |        |
| PQ      | 41     | Joachim Winkelhock    | AGS-Ford              |        |                     |             |        |

## Wetenswaardigheden
- Het was de eerste en enige keer dat Coloni twee auto's aan de start had.

## Statistieken
| Pole-position | Ayrton Senna | McLaren-Honda | 1:22.308 |
| Snelste ronde | Alain Prost  | McLaren-Honda | 1:25.501 |

## Noot
- Dit was de 29ste snelste ronde voor Alain Prost en hiermee vestigde hij een nieuw record. Hij verbrak het oude record van Jim Clark (28), gevestigd tijdens de Grote Prijs van Zuid-Afrika van 1968.
- Eerste podiumplaats voor Stefano Modena.

1929 · 1930 · 1931 · 1932 · 1933 · 1934 · 1935 · 1936 · 1937 · 1948 · 1950 · 1955 · 1956 · 1957 · 1958 · 1959 · 1960 · 1961 · 1962 · 1963 · 1964 · 1965 · 1966 · 1967 · 1968 · 1969 · 1970 · 1971 · 1972 · 1973 · 1974 · 1975 · 1976 · 1977 · 1978 · 1979 · 1980 · 1981 · 1982 · 1983 · 1984 · 1985 · 1986 · 1987 · 1988 · 1989 · 1990 · 1991 · 1992 · 1993 · 1994 · 1995 · 1996 · 1997 · 1998 · 1999 · 2000 · 2001 · 2002 · 2003 · 2004 · 2005 · 2006 · 2007 · 2008 · 2009 · 2010 · 2011 · 2012 · 2013 · 2014 · 2015 · 2016 · 2017 · 2018 · 2019 · 2020 · 2021 · 2022 · 2023 · 2024 · 2025